# Ginetto Campanini
Ginetto Campanini (Tortiano, 25 giugno 1953) è un regista italiano.

## Biografia
Si laurea in Scienze Sociali nel 1979. Inizia nei primi anni ’80 a lavorare nell’audiovisivo sperimentando nuove tecnologie e tecniche narrative. Nel 1987 crea un proprio studio di produzione cinetelevisiva.
Regista e produttore, realizza per i network nazionali numerosi reportages, film d’arte, documentari di carattere sociale, scientifico e naturalistico. Ha collaborato alla realizzazione di vari musei, è stato consulente dell’Istituto Beni Culturali della Regione Emilia-Romagna per la conservazione e la valorizzazione del patrimonio audio-visuale. Vive a Bologna e lavora come regista, produttore e direttore artistico.